# Кірхцартен
Кірхцартен (нім. Kirchzarten) — громада в Німеччині, знаходиться в землі Баден-Вюртемберг. Підпорядковується адміністративному округу Фрайбург. Входить до складу району Брайсгау-Верхній Шварцвальд.
Площа — 21,14 км2. Населення становить 9880 ос. (станом на 31 грудня 2020).